# Алленбургская кирха
Ки́рха А́лленбург (нем. Allenburg) — памятник кирпичной готики, расположенный в посёлке Дружба Правдинского района Калининградской области. Название храма происходит от древнего немецкого названия города — Алленбург («крепость на реке Алле»), которое действовало до 1947 года.

## История
Алленбургская кирха основана Великим магистром Тевтонского ордена Конрадом фон Юнгингеном в 1405 году как католический храм. В 1525 году постановлением лютеранского правительства Герцогства Пруссии была передана лютеранской церкви, которой ранее никогда не принадлежала. Принадлежность к лютеранской церкви укрепил Аугсбургский принцип cujus regio, eius religio — лат. чья страна, того и вера, в соответствии с которым каждый государственный правитель сам определял вероисповедание в своих владениях.
Пострадала в период Первой мировой войны. Восстановлена к 1925 году и 30 августа была освящена, но восстановленная башня стала выше старой, а с юга пристроена лестница.
После 1945 года осталась неповрежденной, но крыша нефа была перекрыта черепицей, а ризница разрушена. Использовалась под зерносушилку и склад. В 2005 году была реконструирована на частные пожертвования.

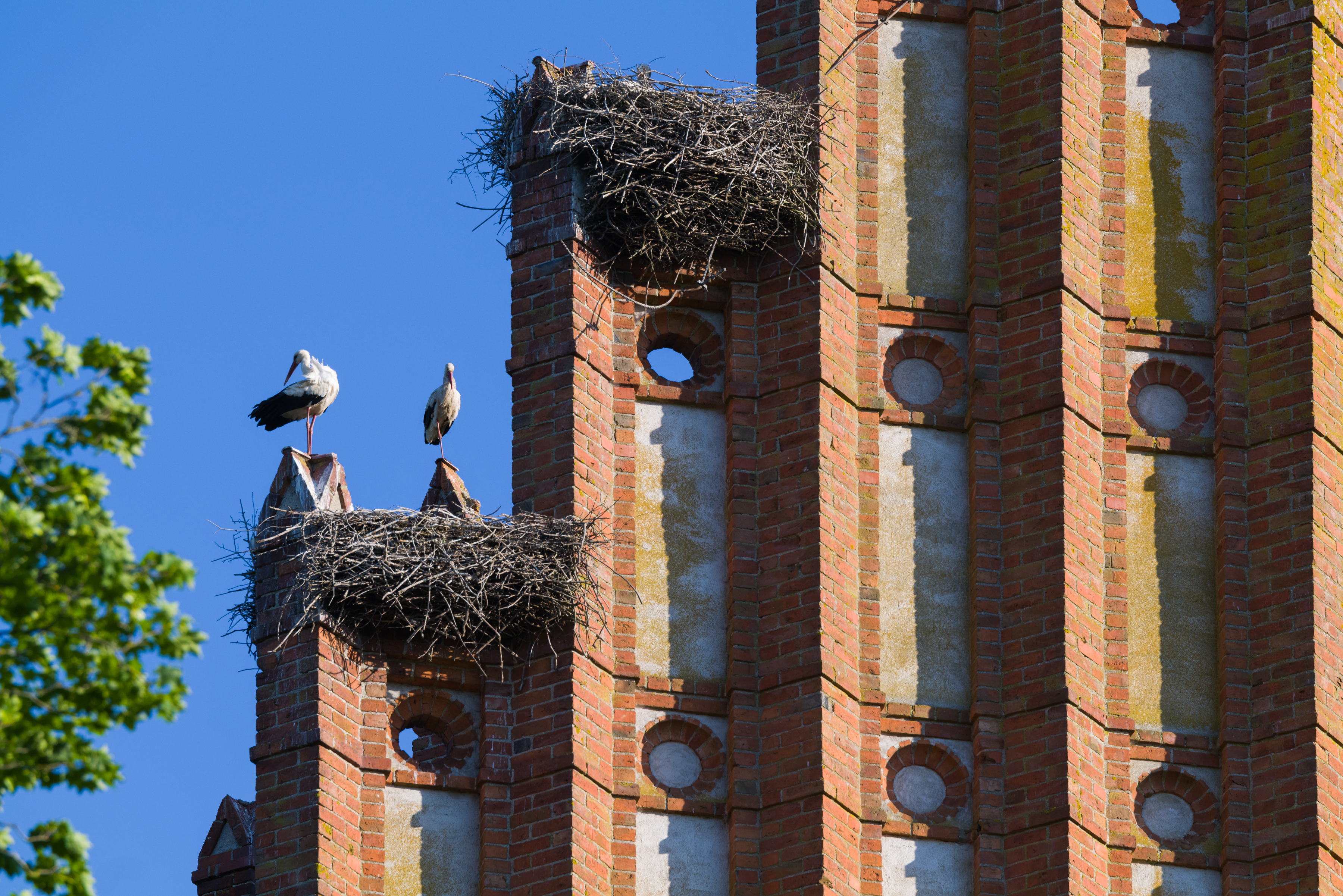
Аисты на вершине Кирхы

Кирха, десятилетиями использовавшаяся как склад, в феврале 2010 года постановлением Правительства России была передана Русской православной церкви и находится в ведении Свято-Георгиевского прихода города Правдинска. 25 апреля 2014 года были восстановлены часы на колокольне кирхи. Средства на восстановление часов собраны общиной бывших жителей города Алленбурга. Инициаторами сбора средств стали сын бывшего пастора Алленбургской кирхи Питер Райх и глава Алленбургского землячества Уте Безманн.
29 августа 2015 года, в праздник Перенесения Нерукотворного Образа Спасителя, в стенах кирхи впервые состоялась Божественная литургия по православному чину.